# Mala Jablanica
Jabllanicë e Vogël en albanais et Mala Jablanica en serbe latin (en serbe cyrillique : Мала Јабланица) est une localité du Kosovo située dans la commune/municipalité de Pejë/Peć et dans le district de Pejë/Peć. Selon le recensement kosovar de 2011, elle compte 715 habitants.

## Histoire
Dans le village se trouve la tour-résidence d'Ymer Vesel Regjaj, construite au XVIIIe ; elle est proposée pour une inscription sur la liste des monuments culturels du Kosovo.

## Démographie

### Évolution historique de la population dans la localité
| 1948 | 1953 | 1961 | 1971 | 1981 | 1991 | 2011 |
| ---- | ---- | ---- | ---- | ---- | ---- | ---- |
| 362  | 444  | 449  | 553  | 724  | 787  | 715  |

|  |

### Répartition de la population par nationalités (2011)
En 2011, les Albanais représentaient 99,86 % de la population.